# Marginalen Bank
Marginalen Bank är en svensk nischbank som erbjuder finansiella tjänster mot privat- och företagsmarknaden. Banken bildades 2010 i samband med Marginalens köp av Citibanks svenska konsumentverksamhet. För privatpersoner erbjuds privatlån, betal- och kreditkort samt olika former av sparkonton. Mot företagsmarknaden finns produkter som factoring, leasing och företagskonton.
Marginalen Bank ingår i Marginalen-koncernen och är ett dotterbolag till ESCO Marginalen AB. Huvudkontoret ligger i Stockholm och koncernen har cirka 600 anställda. Verkställande direktör för Marginalen Bank 2018 är Ewa Glennow.
Bankens sparkonton omfattas av den statliga insättningsgarantin. Marginalen Bank tilldelades Privata Affärers pris för "Årets Lönekonto" 2014. År 2017 mottog Marginalen Bank priset "Sveriges nöjdaste privatlånekunder" inom kategorin privatlån av Svenskt Kalitetsindex (SKI).